# May Jacks
May Jacks (* 1866 oder 1867) war eine britische Tennisspielerin. 1890 erreichte sie im Finale der Wimbledon Championships.

## Karriere
May Jacks gewann 1888 die Erstausgabe der Kent All-Comers’ Championships in Beckenham. Im Finale triumphierte sie gegen Edith Gurney mit 1:6, 6:3 und 6:0. Zwei Jahre später gewann sie das Turnier erneut, diese Mal gegen Maud Shackle mit 4:6, 6:0 und 6:4. Im selben Jahr triumphierte sie ebenfalls bei den British Covered Court Championships und im Queen’s Club.
Sie spielte von 1889 bis 1891 drei Mal im Einzel bei den Wimbledon Championships. Ihr bestes Ergebnis war das Finale 1890, das sie gegen Lena Rice mit 4:6, 1:6. verlor. 